# Untere Allerniederung bei Boye
Die Untere Allerniederung bei Boye ist ein Naturschutzgebiet in der niedersächsischen Stadt Celle im Landkreis Celle.

## Allgemeines
Das Naturschutzgebiet mit dem Kennzeichen NSG LÜ 303 ist etwa 168 Hektar groß. Es umfasst Teile der FFH-Gebiete „Aller (mit Barnbruch), untere Leine, untere Oker“ und „Entenfang Boye und Bruchbach“. Im Celler Ortsteil Boye grenzt es im Verlauf des Bruchbachs an das Naturschutzgebiet „Entenfang Boye und Grobebach“ und im Osten an das Naturschutzgebiet „Allerniederung bei Klein Hehlen und Celle“. Im Nordwesten und im Osten grenzt es an Teilflächen des Landschaftsschutzgebietes „Auengrünland und Auwälder bei Boye und Klein Hehlen“. Das Gebiet steht seit dem 26. Juni 2015 unter Naturschutz. Zuständige untere Naturschutzbehörde ist der Landkreis Celle.

## Beschreibung
Das Naturschutzgebiet erstreckt sich im Westen von Celle entlang der Aller von der Straßenbrücke der Westtangente als Teil der Ortsumgehung Celle bis zur Stadtgrenze kurz vor der nordöstlich von Hambühren liegenden Mündung des Fuhsekanals. Es umfasst die Flussaue in diesem Bereich, Teile des sich südlich anschließenden Neustädter Holzes sowie Dünenbereiche. Die Aue wird überwiegend von Feuchtgrünland geprägt. Insbesondere im Osten des Naturschutzgebietes finden sich auch Alt- und Nebenarme der Aller. Südlich des Celler Ortsteils Boye mündet der Bruchbach in die Aller. Die Gewässer werden vielfach von Hochstaudenfluren und Röhrichten sowie Gehölzen begleitet. Dünenbereiche werden von Trockenrasen und Heiden eingenommen. Die Aue unterliegt der natürlichen Flussdynamik und wird bei Hochwasser überschwemmt. Sie hat als Überflutungsgebiet somit auch eine wichtige Hochwasserschutzfunktion.
Südlich der Aller stocken Weichholzauwälder mit Schwarzerle und Esche sowie Hartholzauwälder mit Stieleiche, Flatterulme, Feldulme sowie Gemeine und Schmalblättrige Esche. Die Auwälder gehen in das Neustädter Holz mit Eichen-, Eichen-Hainbuchen- und Hainsimsen-Buchenwald über. Ein etwa vier Hektar großer Bereich des Neustädter Holzes wird regelmäßig mit Schottischen Hochlandrindern beweidet, um einen alten Hutewald zu erhalten. Die Tiere sollen insbesondere die Spätblühende Traubenkirsche zurückdrängen.
Die Aller ist im Bereich des Naturschutzgebietes Lebensraum von Fischotter und Biber. Weiterhin sind hier Steinbeißer, Groppe, Bachneunauge, Flussneunauge, Meerneunauge, Schlammpeitzger und Bitterling heimisch. Im Naturschutzgebiet kommt auch der Kammmolch vor. Darüber hinaus ist es Lebensraum von Eremit, Grüner Flussjungfer sowie den Fledermausarten Großer Abendsegler, Zwergfledermaus, Mückenfledermaus, Breitflügelfledermaus, Wasserfledermaus, Teichfledermaus, Braunes Langohr und Große Bartfledermaus.
Das Naturschutzgebiet grenzt nach Süden überwiegend an Wälder, nach Norden an Grünlandflächen sowie weitere bewaldete Flächen, an die sich die Wohnbebauung der Celler Ortsteile Klein Hehlen und Boye anschließt.